# Economia dual de Cuba

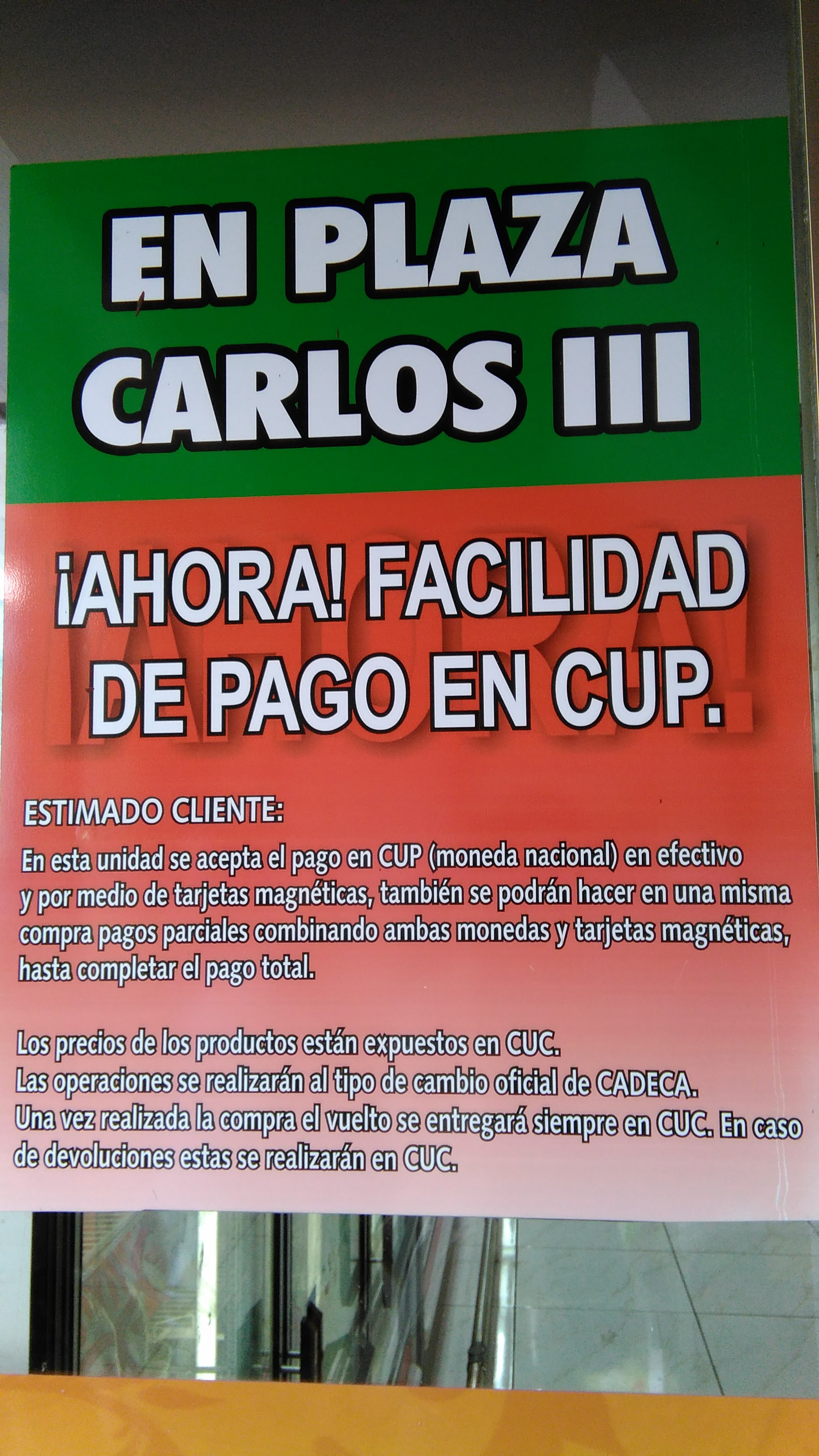
Placa em Havana informando sobre como pagar em moeda CUC.

A economia dual de Cuba foi desenvolvida após a dissolução da União Soviética, a qual causou grandes mudanças econômicas na ilha. O turismo era considerado o único setor estável da economia cubana e se tornou objeto de mudanças políticas para aumentar seu desenvolvimento. Cuba legalizou o uso do dólar americano e criou um sistema monetário duplo, um baseado no dólar e no peso cubano convertível (CUC), com o outro sistema baseado no peso cubano (CUP). Diferentes instituições e empresas operavam em apenas um lado da divisão monetária. O peso cubano, usado principalmente por cidadãos cubanos, não podia comprar produtos importados. O objetivo da economia dual era criar uma esfera econômica projetada para usar o investimento estrangeiro, mantendo-a separada da outra esfera econômica de atividades domésticas.
A economia dual envolveu várias políticas que dividiram os cidadãos cubanos e os estrangeiros. Esses sistemas que dividem as instalações turísticas, as moedas e os cuidados de saúde foram informalmente denominados como apartheid: "apartheid do turismo", "apartheid do dólar", e "apartheid médico".
Desde 2020, Cuba começou a sofrer com uma crise econômica sem precedentes desde o Período Especial. Para tentar revitalizar a economia, a moeda CUC foi eliminada em 2021 e, em vez disso, o peso cubano passou a ser diretamente convertível em dólares americanos.

## História

### Período Especial
Com a dissolução da União Soviética em 1991, Cuba perdeu grande parte da ajuda financeira soviética, da qual se tornara dependente. A perda do comércio soviético, que representava 80% do comércio exterior da ilha, criou uma crise econômica chamada de "Período Especial" em Cuba, que foi definida pela escassez em massa. O governo cubano rapidamente começou a se concentrar no desenvolvimento do turismo na ilha como o único setor econômico que se acreditava ser capaz de reerguer a economia cubana.
Em 1990, o governo cubano começou a lançar a ideia de segregação formal entre estrangeiros e cidadãos cubanos. Entre 1992 e 1997, era crime para um cidadão cubano sequer se associar a um estrangeiro. Após a condenação de grupos de direitos humanos, Cuba mudou de política e agora se associar a turistas é um tabu informal que frequentemente resulta em assédio policial. A maioria das instalações turísticas desenvolvidas desde a década de 1990 são resorts com tudo incluído, concentrados em enclaves na costa cubana. A construção de resorts geograficamente separados, as restrições à entrada de cidadãos cubanos em instalações turísticas e a proibição de se associar a estrangeiros levaram os críticos a especularem que o governo cubano se preocupa com as consequências políticas dos encontros entre cubanos e estrangeiros.
Em 5 de agosto de 1994, protestos eclodiram em Havana, era o Maleconazo. Esses protestos foram impulsionados por anos de visitas de cidadãos cubanos a seus parentes exilados, que eram considerados muito mais bem-sucedidos financeiramente, bem como pelo estilo de vida luxuoso de muitos dos novos turistas da ilha. Esses fatores levaram à ideia de que os cidadãos cubanos estavam sofrendo com um padrão de vida pior, não experimentado por aqueles fora da ilha.
Após os protestos, os cubanos foram autorizados a possuir legalmente dólares americanos e fazer compras em lojas de dólar. Essa nova economia baseada no dólar beneficiou principalmente os cubanos brancos, que tinham maior probabilidade do que os cubanos negros de encontrar trabalho em empregos lucrativos no setor de turismo ou de ter família nos Estados Unidos que pudesse enviar remessas. O governo cubano também legalizou a possibilidade dos cubanos abrirem pequenos negócios privados.

### Após o Período Especial
Os cidadãos cubanos não foram autorizados a ficar em hotéis para estrangeiros até que a política foi reformada em 2008. Em janeiro de 2021, iniciou-se um processo de unificação monetária, com os cidadãos cubanos tendo seis meses para trocar os seus CUC restantes a uma taxa de um para cada 24 CUP. Em 15 de junho de 2021, foi anunciado que o CUC permaneceria trocável em bancos por mais seis meses, mas que nenhuma loja o aceitaria a partir de 1º de julho. A data final para a troca dos CUC era 30 de dezembro de 2021.

## Leis e práticas
Houve diversas aplicações práticas da economia dual, e muitos títulos populares informais foram desenvolvidos a partir delas. A maioria desses títulos informais utiliza o termo "apartheid" para descrever as políticas. Os cidadãos cubanos já foram proibidos de entrar em todas as instalações turísticas, exceto como funcionários, e toda a economia turística opera sob o peso conversível cubano, que era originalmente ilegal para cidadãos cubanos usarem. Essa prática de segregação foi informalmente chamada de "apartheid turístico". Desde o seu início, as proibições foram reformadas e os cidadãos cubanos foram então autorizados a usar o peso conversível cubano (CUC). A proibição anterior de utilização do CUC por cidadãos cubanos e a posterior desigualdade material causada pela maioria dos bens de luxo apenas acessíveis na economia do dólar levaram os críticos a chamar o sistema monetário de "apartheid do dólar".
O governo cubano também promove suas unidades de saúde para uso de clientes estrangeiros, o que o coloca sob a responsabilidade de limitar o atendimento médico a cidadãos cubanos, em favor de estrangeiros. Esse sistema médico tem sido informalmente rotulado de "apartheid médico" pelos críticos.

## Efeitos

### Mercado negro
Muitas necessidades de todos os cidadãos podem ser encontradas nas lojas de dólar de Cuba. Isso aumentou a necessidade de dólares entre a população cubana; no entanto, o governo só paga seus funcionários em pesos cubanos. Isso faz com que empregos oficiais que pagam em dólares sejam encontrados apenas no turismo ou em outras empresas estrangeiras. A demanda por dólares, sem empregos suficientes que paguem em dólares, fez com que grande parte da população cubana recorresse ao mercado negro para complementar sua renda.

### "Pirâmide invertida"

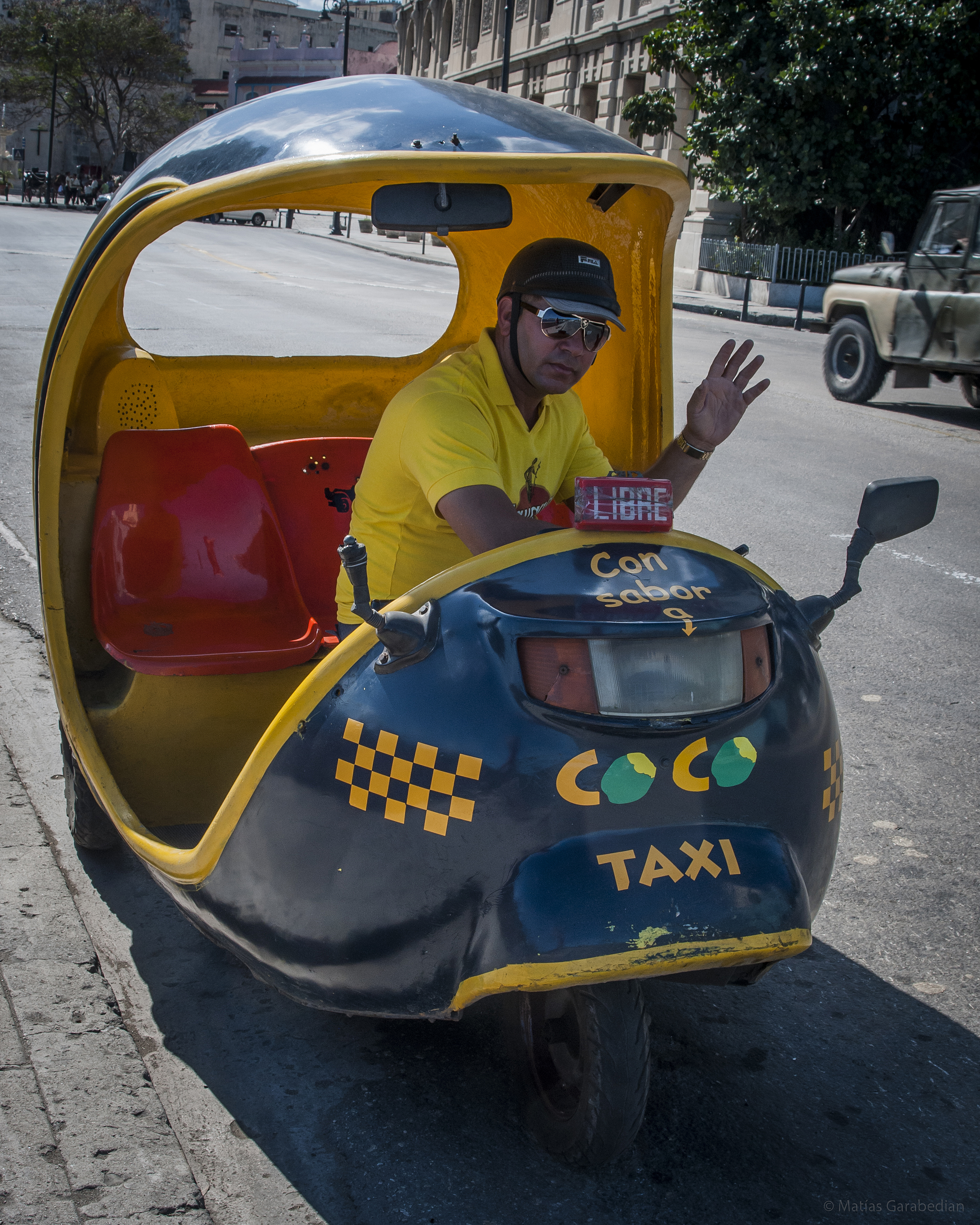
Um cocotaxi com motorista em Havana. Empregos voltados para o turismo, como motorista de táxi, estão entre os mais bem pagos em Cuba.

O surgimento da economia dual teve um grande impacto no igualitarismo subjacente defendido pela Revolução Cubana. Duas economias e sociedades paralelas emergiram rapidamente, divididas pelo seu acesso ao dólar americano recentemente legalizado. Aqueles que tinham acesso a dólares através do contacto com a lucrativa indústria do turismo viram-se subitamente numa distinta vantagem financeira sobre os trabalhadores profissionais, industriais e agrícolas.
Como o dólar americano e o CUC são as moedas mais valiosas, são mais procurados na economia em geral. A maioria dos empregos que pagam em CUC são na área do turismo, portanto, outros profissionais, como médicos, que não trabalham na área, ganham apenas uma fração da renda dos trabalhadores de hotéis. Muitos profissionais frequentemente tentam trabalhar como freelancers na indústria do turismo para compensar a diferença de renda. Essa situação tem sido chamada de "pirâmide invertida" pelos cidadãos cubanos para caracterizar o retorno invertido da renda sobre a educação que os profissionais bem-formados enfrentam na ilha.

### Migração interna
À medida que o turismo passou a desempenhar um papel cada vez maior na economia, uma grande porcentagem de jovens migrou para cidades turísticas em busca de emprego na indústria do turismo. Muitos deles, trabalhando em empregos braçais, podem ganhar mais com gorjetas do que como profissionais. Assim, há uma divisão econômica e social emergindo em Cuba entre aqueles empregados na indústria do turismo e outros.
Pesquisadores constatam que a afluência de cidadãos a regiões turísticas como Havana cria "bolhas turísticas". Isso significa que as áreas isoladas do país, visíveis aos turistas, são bem conservadas e desenvolvidas para atender às expectativas de uma experiência "autêntica", enquanto os moradores das áreas vizinhas continuam a lutar contra a pobreza, a criminalidade e a deterioração geral das condições de vida. Como os empregos no setor turístico são tão lucrativos, essas áreas vivenciam um fluxo incrível de moradores, que não pode ser sustentado pelo número de oportunidades no mercado de trabalho legal. Assim, muitos dos cidadãos que inundam as áreas turísticas recorrem a alternativas ilícitas, como a prostituição ou o trabalho autônomo sem licença (frequentemente oferecem serviços de táxi, câmbio, hospedam casas particulares, etc.).

### Desigualdade racial
Observou-se que os afro-cubanos foram colocados em maior desvantagem na economia dual. Afro-cubanos têm menos probabilidade de receber remessas em dólares de familiares no exterior, visto que a maioria dos exilados cubanos que vivem no exterior são brancos e têm menos probabilidade de serem pequenos agricultores que podem vender seus excedentes de alimentos na economia do dólar. Muitos dos migrantes palestinos para Havana eram afro-cubanos, e os palestinos foram frequentemente responsabilizados pelo aumento das taxas de criminalidade na década de 1990; por esse motivo, muitos afro-cubanos enfrentam discriminação e assédio policial frequente em Havana.
Muitos empregos cobiçados no setor de turismo na economia cubana estão sob a gestão de investidores estrangeiros. Embora todas as empresas governamentais em Cuba se comprometam formalmente a não praticar discriminação na contratação, os investidores estrangeiros podem contratar com base em padrões pessoais de "adequação". Essa prática legalizada levou a alegações de racismo informal, visto que a maioria dos trabalhadores em empresas turísticas acaba sendo, na maioria das vezes, cubanos brancos.

### Enclaves turísticos

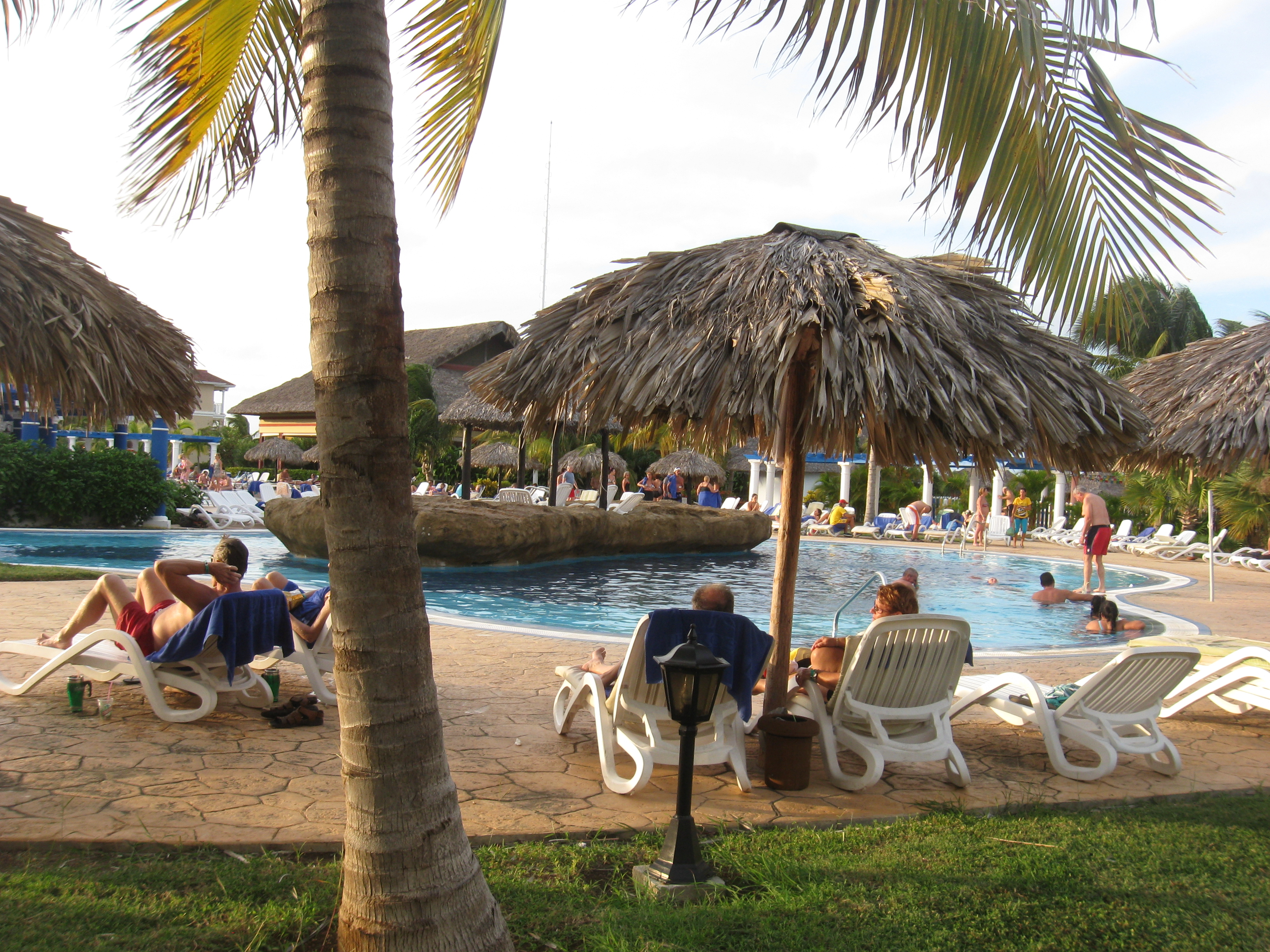
Resort em Varadero, na província de Matanzas, em Cuba.

A economia dual, que incentiva o investimento estrangeiro e o turismo, criou enclaves turísticos na ilha. Em 2004, cerca de 80% dos turistas estrangeiros residiam em Havana ou Varadero, sem grandes destinos turísticos em outros lugares. Inferiu-se que a preferência do governo cubano pelo desenvolvimento de enclaves turísticos separados é reduzir as interações dos cubanos com os estilos de vida, muitas vezes mais luxuosos, dos estrangeiros. A maioria dos enclaves turísticos fora de Havana fica nas ilhas dos arquipélagos do norte, que estão a uma boa distância geográfica do continente e muitas vezes não têm residentes permanentes.
Havana Velha tem sido alvo de grandes esforços de revitalização. Muitos edifícios foram restaurados arquitetonicamente e muitos foram transformados em hotéis. Essa revitalização ocorreu às custas da realocação de muitos moradores locais, cujos apartamentos foram transformados em hotéis, bem como da total ausência de esforços de revitalização em outras partes de Havana ou de Cuba em geral.